# Андре III (барон Вітре)
Андре III (1200—8 лютого 1250) — барон Вітре й Обін'є з 1211 по 1250, син барона Вітре Андрія II і його дружини Івони Леонської.

## Біографія
Андре син барона Вітре Андрія II і його другої дружини Івони, або третьої Євстахії.
Йому приписують заснування колишнього монастиря якобінців в Нанті в 1228 році.
Близько 1230 року він розширив замок Вітре оточивши його валами, Побудував церкву Богоматері у Вітре. Він також є засновником замку Шевре.

## Сім'я

### Дружини

2 Томаса (1215—1256)

### Діти
- Від першої дружини:

1 Філіпа (1225—1254)
2 Євстахія (1226—1288)
3 Аліса (1230—?)

- Від другої дружини:

1 Ніколь (1241—?)
2 Іоанна (1242—?)
3 Філіпа (1243—?)
4 Маргарита (1244—?)
5 Євстахія (1245—?)
6 Дочка (1246—?)
7 Андре (1247—1251)